# مشروطه‌ی ایرانی
مشروطه‌ی ایرانی کتابی نوشته ماشاءالله آجودانی نویسنده و تاریخنگار ایرانی مقیم انگلستان است.

## موضوع
نویسنده نگاه کلی و تحلیلی در ارتباط با مشروطه داشته و روابط بین قدرت و حکومت و روشنفکری را مورد بحث قرار داده‌است. نویسنده، تلاش کرده‌است تلقی علمای مذهبی از یک طرف و روشنفکران را از طرف دیگر در ارتباط با مشروطیت تجزیه و تحلیل کند.

## مشخصات
کتاب در سال ۱۳۷۶ خورشیدی نوشته شده و چاپ اول آن در سال ۱۳۸۲ در تهران به انجام رسیده‌است. کتاب در قطع وزیری کوچک و۵۶۰ صفحه است که چاپ اول آن در ۱۳۸۲ و چاپ سوم در ۱۳۸۳ در شمارگان ۵۰۰۰ نسخه توسط انتشارات اختران تهران چاپ شده‌است. کتاب از ۱۹ بخش تشکیل شده و قسمت‌های آن شامل: پیشگفتار، قدرت و حکومت، از دفتر روشنفکری، یادداشت‌ها و نمایه است.

## بخش‌های کتاب
قدرت و حکومت
1. گذرگاه خشونت
2. تلقی شیعه از حکومت
3. ولایت فقیه در دوره قاجار
4. وحدت تصوف و تشیع
5. مجتهدان طرفدار ولایت فقیه
6. روحانیون و قدرت، روشنفکران و آزادی
7. اندیشیدن و آزادی
8. «ملت» و «دولت»
9. «ملت» و «ملی»
10. اختلاف ملت و دولت

از دفتر روشنفکری
1. درقلمرو ترس:عصر سنت و نوآوری
2. مشیرالدوله
3. مستشارالدوله
4. رشدیه و مدارس جدید
5. میرزاعلی خان امین‌الدوله
6. افسانه ملکم
7. در جستجوی اصلیت مشروطه
8. بحران تجدد
9. اجتماعیونِ عامیون

## نقدها
احسان یارشاطر: «من هیچ کتابی را نمی‌شناسم که مانند این کتاب مشکل عمیق و اساسی ایران را در دوران معاصر برای پیشرفت علمی و صنعتی و اقتصادی به درستی آشکار کرده باشد. اگر امروز بخواهم یک کتاب فارسی را دربارهٔ تاریخ مشروطیت مقدم بر سایر کتب توصیه کنم همین کتاب است، این کتاب بیش از هر کتاب دیگری روشنگر شکل گرفتن این مشروطه و آب و هوای خاص آن و شامل سیری در آثار اصیل دوران جنبش مشروطه و پیشینه آن می‌دانم».
محمد امینی پژوهشگر تاریخ: بر خلاف نظر دکتر آجودانی در کتاب مشروطه ایرانی که می‌نویسند قانون اساسی مشروطه، قانونی دینی بود که جنبه‌هایی از سکولاریسم در آن به چشم می‌خورد؛ خیر … در جواب ایشان باید گفت قانون اساسی مشروطه اساساً یک قانون سکولار است که دربرخی بندها گرد شرعی بر آن پاشیده‌اند. اینکه قانون اساسی مشروطه می‌پذیرد که حق قانون گزاری با مجلس است این پایان دخالت نهاد دین در فرمانروایی است.
مسعود سفیری: «آجودانی برخلاف سایر صاحبنظرانی که در مورد تاریخ و فلسفه مشروطیت وارد بحث شده‌اند، مفهوم انقلاب مشروطیت را زیر سؤال می‌برد؛ به همین دلیل هم لقب ایرانی را برای «مشروطه» برمی‌گزیند تا این مقطع را از تمام نسخ انقلابی در عصر خود متمایز کند.
به اعتقاد من انقلاب مشروطیت از منظر مشروطه ایرانی هیچ ایدئولوژی انقلابی جز اندیشه عدالت‌خواهی نداشته‌است».
مسعود رضایی: «نقطه قوت این کتاب، صراحت لهجه دکتر آجودانی در اظهارنظر پیرامون «مشروطهٔ ایرانی» و تبعات ناشی از آن است. ایشان نهضت مشروطه را یک «انقلاب ناقص» می‌نامد و بر این اعتقاد است که «انقلاب ناقص مشروطه نتوانست به یکی از مهم‌ترین آرزوهای مشروطه‌خواهان یعنی آرزوی اتحاد ملت و دولت جامه عمل بپوشاند و نقطه پایانی بر این اختلاف دیرینه نهد، اختلافی که از درون و برون فرهنگ دینی ما سر برمی‌کشید و در فضای استبداد زده جامعه ما می‌بالید تا به عنوان یکی از اساسی‌ترین موانع، سد راه رشد و گسترش جامعه مدنی گردد».